# 376 î.Hr.

## Evenimente
- Bătălia de la Naxos (Grecia). O flotă ateniană obține o victorie importantă în fața celei spartane.